# Alf Cranner
Alf Cranner, né le 25 octobre 1936 à Oslo et mort le 3 mars 2020, est un chanteur populaire norvégien, habitant à Kragerø depuis la fin des années 1960.
Professeur de musique et de dessin, il a enseigné jusqu'à sa retraite en 1998.

## Carrière
Violoniste et guitariste de formation, Alf Cranner joue de la guitare classique et du jazz et rejoint l'association de musique populaire Visens Venner, créée en 1944 par Bjørn Møck, comme branche norvégienne de la même association suédoise créée en 1936.
En 1963, l'acteur et chanteur Rolv Wesenlund le fait signer pour la maison de disques Philips, et l'année d'après sort son premier album Fiiner Antikviteter.
En 1964, il rencontre Alf Prøysen, l'un des plus grands chanteurs populaires et auteurs norvégiens. Prøysen lui écrit des textes de chansons qu'il met en musique, parmi lesquels Å, den som var en løvetann.
Dans les années 1970, il collabore avec l'auteur et raconteur Odd Børretzen.
En 1974 et 1977 il reçoit le prestigieux Spellemannprisen qui récompense les artistes musiciens norvégiens qui se sont fait remarquer l'année précédente. En 1974, c'est l'album Trykt i år qui est récompensé, et en 1977 Vindkast.
Dans les années 1980, il retravaille avec des musiciens de jazz, dont Egil Kapstad et le groupe Lava.
En 2004, il sort Som en rose, où il traduit et interprète des poèmes du poète écossais du XVIIIe siècle, Robert Burns.

## Discographie
- Fiine antiquiteter (1964)
- Både le og gråte (1964)
- Vers og viiiiiiser (1966) avec Harald Sverdrup (écrivain)
- Rosemalt sound (1967)
- Almuens opera (1970)
- I levendes live på Sandvika kino en kald desemberdag i 1973 (1974) avec Odd Børretzen
- Trykt i år (1974)
- Vindkast (1977)
- Live fra ABC-teateret (1980) avec Odd Børretzen
- Din tanke er fri (1985)
- Sanger om fravær og nærvær (1989)
- 48 viser (1992)
- Café Kaos (1995)
- 50 beste fra 40 år (2003)
- Som en rose (2004)
- I går, i dag, i morgen (2006)